# ان‌جی‌سی ۵۰۰۴
ان‌جی‌سی ۵۰۰۴ (انگلیسی: NGC 5004) یک کهکشان عدسی شکل در صورت فلکی گیسو است. این کهکشان توسط ستاره شناس ویلیام هرشل در سال ۱۷۸۵ کشف شد.